# Mikkel Damsgaard
Mikkel Krogh Damsgaard (Jyllinge, 2000. július 3. –) dán válogatott labdarúgó, az angol Brentford középpályása.

## Pályafutása

### Klubcsapatokban
Szülővárosában, Jyllinge-ben kezdte a labdarúgást, nyolc évig volt a helyi csapat tagja, ahol édesapja volt az edzője. 2013-ban, miután egy mérkőzésen felfigyeltek a játékára, az FC Nordsjælland igazolta le. Damsgaard 2020 nyaráig szóló szerződést írt alá.
2017. szeptember 27-én, mindössze tizenhét évesen mutatkozott be a felnőttek között a Dán Kupában, és gólpasszt adott a Vejgaard elleni találkozón. November 26-án mutatkozott be a dán élvonalban, első gólját pedig 2018. március 4-én szerezte a Randers ellen. Július 10-én négyéves szerződéshosszabbítást írt alá a klubnbbal, amelynek ezt követően meghatározó tagja lett.
Az olasz élvonalban szereplő Sampdoria 2020. február 6-án jelentette be, hogy a következő idénytől Damsgaard az ő játékosuk lesz. A dán középpályás 2024 nyaráig írt alá, a genovaiak 6,4 millió eurót fizettek érte. A Serie A-ban a 2020-2021-es szezon első fordulójában, a Juventus ellen mutatkozott be. Első gólját a negyedik fordulóban szerezte, október 17-én, a Lazio ellen megnyert bajnokin.

### A válogatottban
A dán felnőtt válogatottban 2020-ban mutatkozott be. 2021 nyarán részt vett az Európa-bajnokságon. 2021. június 21-én, az Oroszország ellen 4–1-re megnyert csoportmérkőzésen gólt szerzett, ezzel 20 évesen és 353 naposan a kontinenstornák legfiatalabb dán gólszerzője lett. Az Anglia elleni elődöntőben szabadrúgásból talált a kapuba, és bár Dánia vezetést szerzett, végül hosszabbításban 2–1-re alulmaradt riválisával szemben.

## Statisztika

### A válogatottban
| Válogatott | Év       | Pályára lépés | Gól |
| ---------- | -------- | ------------- | --- |
| Dánia      | 2020     | 1             | 0   |
| Dánia      | 2021     | 12            | 4   |
| Dánia      | 2022     | 8             | 0   |
| Dánia      | 2023     | 4             | 0   |
| Összesen   | Összesen | 25            | 4   |

#### Góljai a válogatottban
| # | Időpont           | Helyszín                          | Ellenfél    | Gólok | Eredmény | Kiírás               |
| - | ----------------- | --------------------------------- | ----------- | ----- | -------- | -------------------- |
| 1 | 2021. március 28. | MCH Arena, Herning, Dánia         | Moldova     | 2–0   | 8–0      | 2022-es VB-selejtező |
| 2 | 2021. március 28. | MCH Arena, Herning, Dánia         | Moldova     | 3–0   | 8–0      | 2022-es VB-selejtező |
| 3 | 2021. június 21.  | Parken Stadion, Koppenhága, Dánia | Oroszország | 1–0   | 4–1      | 2020-as EB           |
| 4 | 2021. július 7.   | Wembley Stadion, London, Anglia   | Anglia      | 1–0   | 1–2      | 2020-as EB           |